# 大正区
大正区（たいしょうく）は、大阪市を構成する24行政区の一つである。区全体が運河に囲まれた島状の地形となっている。
大正初期以来沖縄県からの移住者が多かった地域で、沖縄料理や沖縄食材を扱う店が多く、「リトル沖縄」とも呼ばれる。
2021年現在、大阪市24区の中で最も人口が少ない。

## 地名と由来

### 区名
大正区の区名は、木津川に架かる大正橋（たいしょうばし）から命名された。当初は新港区という区名を当時の池川大次郎助役から候補として挙げられたが、まずは区民の意見を聞くということで、住民へ向けて区名を募集することになった。意見の中には三軒屋区という案も出たが、1915年（大正4年）に架橋された大正橋から「大正橋区」を希望する声が多く、結果的に大正橋区では長いということで「大正区」が区民の希望としてまとまった。当時の大阪市長である關一は「元号から区名を制定するのはふさわしくなく、地域名から採った木津川区や泉尾区が適当ではないか」と決定を渋ったが、最終的には「皆が納得するのなら」と住民の希望が通り、大正区として決定した経緯がある。なお、大正区自体は大正時代ではなく昭和7年(1932年)に設置された区である。

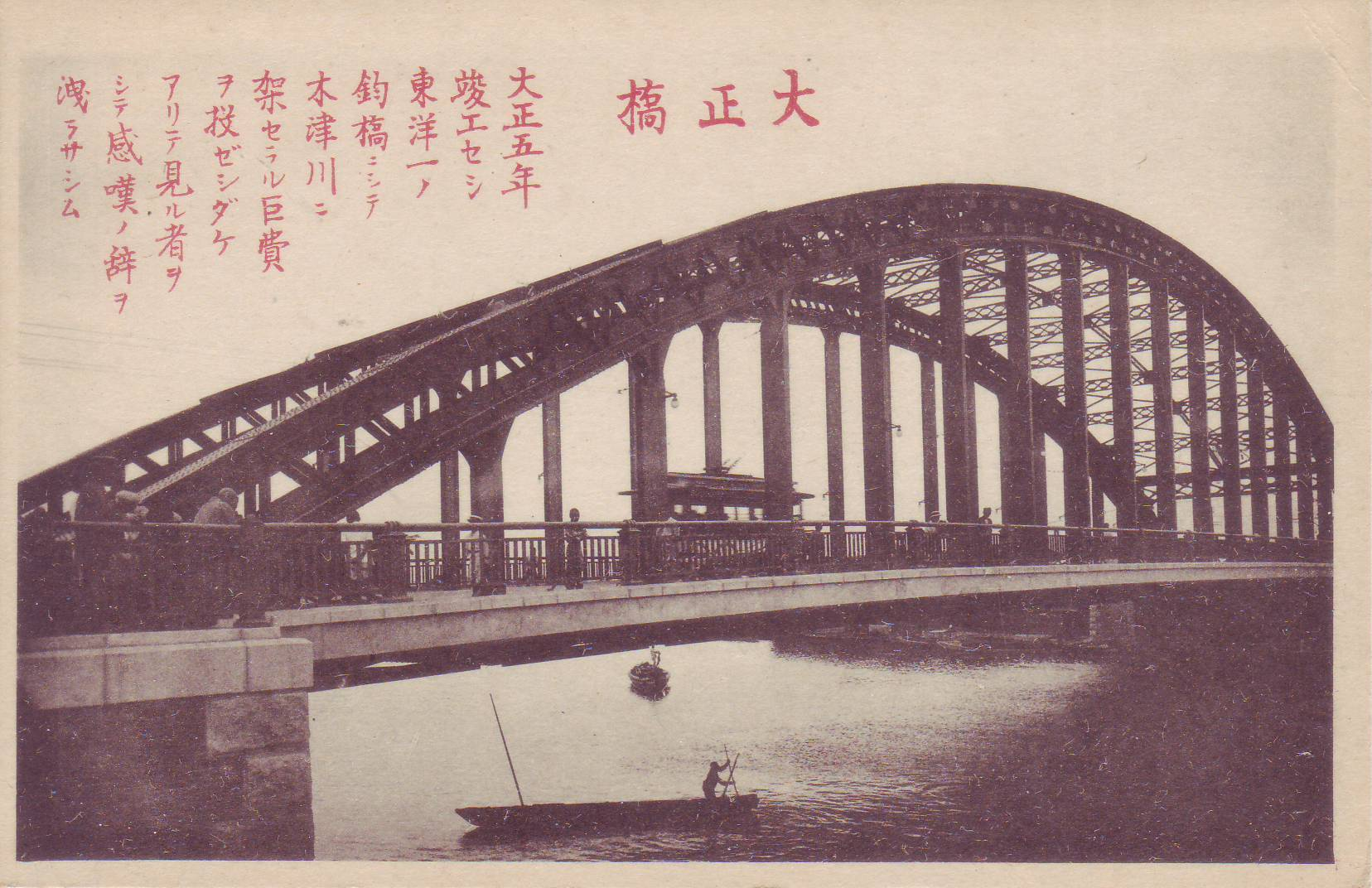
初代大正橋
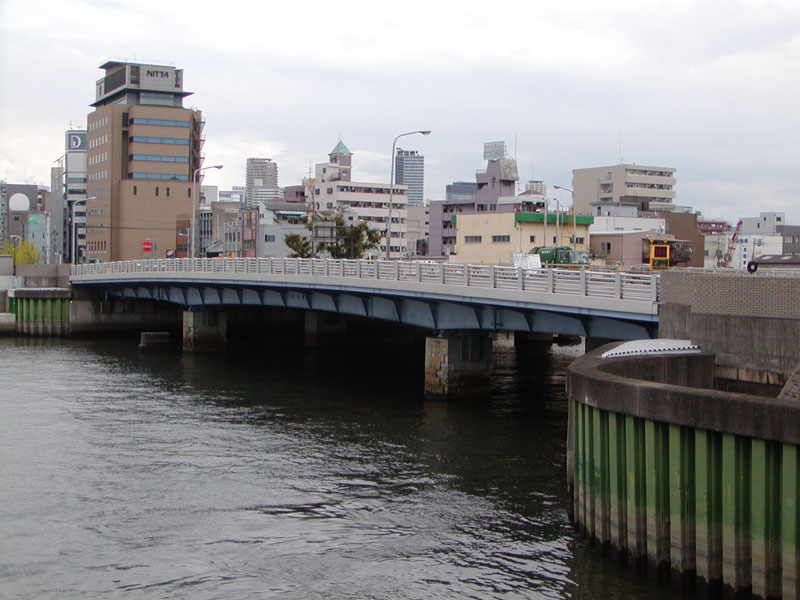
2代目大正橋

### 町名
| - 三軒家西 - 三軒家東 - 泉尾 - 千島 - 北恩加島 - 北村 - 小林西 - 小林東 - 平尾 - 南恩加島 - 鶴町 - 船町 |

三軒家の地名は、江戸時代初期の開発当時に3軒の民家があったことが由来となっている。三軒家は摂津国西成郡木津村の中村勘助（木津勘助）によって開発された。
北村および泉尾（いずお）の地名は、江戸時代にこの地を開発した北村六右衛門に由来する。そのうち、「北村」は姓をそのまま取り、「泉尾」は北村六右衛門の出身地・和泉国大鳥郡踞尾（つくの）村（現：堺市西区津久野町）から、和泉国の「泉」と踞尾村の「尾」を組み合わせて命名された。
北恩加島（きたおかじま）・南恩加島（みなみおかじま）・千島・小林の地名は、江戸時代にこの地を開発した岡島嘉平次に由来する。「北・南恩加島」については、開発者・岡島嘉平次への敬意を示すため、この地を担当していた代官が「岡島」を「恩加島」の表記に変更した。「千島」および「小林」は、岡島嘉平次の出身地・摂津国東成郡千林村（現：大阪市旭区千林）からとっている。
平尾の地名は、江戸時代にこの地を開発した平尾与左衛門に由来する。
船町および鶴町の地名は、万葉集の和歌から町名がとられている。船町や鶴町など区の南西端は明治以降の大阪港第一次修築工事の際に埋立・開発が進められた町である。なおこの地にはかつて鶴浜通・福町の地名もあり、これらの地名も万葉集からとられていたが、住居表示の実施によりいずれも鶴町に統合される形で姿を消している。

## 地理
大正区は、かつての淀川水系と大和川水系により運ばれた土砂により出来た大阪湾の三角州の一つであり、運河によりさらに3つに分かれている。
北を頂点として、南の辺が約2.8km、南北の長さが約4kmの三角形の形をしている。東と南には木津川、西には岩崎運河、尻無川が流れ、西端は大阪湾に接している。区の内部には、人工港湾の大正内港があり、木津川から分かれ、南恩加島・鶴町と船町との境界を成す木津川運河がある。北端に、JR西日本とOsaka Metroの大正駅がある。また、南北の目抜き通りに大正通り、東西に国道43号が通る。
現在、木津川と三軒家川の間には難波島があるが、三軒家川は北半分が埋め立てられている。木津川を挟んで東側には月正島（がっしょうじま）があったが島の東を流れていた七瀬川は埋め立てられてこちらも地続きとなっている。

## 歴史
難波八十島と呼ばれた三角州地帯の南部に過ぎなかった当区域に人家が見られるようになったのは元和年間とされ、木津川尻の姫島に西成郡難波村から漁民3名が移住したのが始まりとされている（三軒家由来の他説）。その前後の1610年（慶長15年）または1647年（正保4年）には中村勘助によって新田開発が行われ、姫島は勘助島と呼ばれるようになった。
勘助島のうち、木津川から分岐する三軒家川の西岸は廻船の碇泊地として賑わいを見せ、西成郡三軒家町を形成した。1684年（貞享元年）には大川の川筋普請のために天満1丁目・臼屋町・天満2丁目のそれぞれ大川沿いの住民が、西成郡三軒家村の北東端へ移転して船津町・臼井町・川本町が成立し、大坂三郷へ編入された。
勘助島の東隣、木津川の流路を塞ぐように位置していた難波島では、1699年（元禄12年）に河村瑞賢によって島の中央部を開削する工事が行われ、木津川の流路が一直線になった。木津川新河道により分割された難波島は、西側の島の名は難波島（島の西には三軒家川）のままとし、東側の島の名は月正島（島の東には木津川旧河道の七瀬川）と命名された。
以降、同じく瑞賢の開削による安治川と並んで木津川は諸国物産を積んだ廻船で大いに賑わい、木津川西岸の西成郡難波島村も三軒家町に比肩するほどの賑わいを見せるようになった。
勘助島における新田開発は木津川改修工事とともに本格化し、新田開墾は願書を1698年8月（元禄11年）に提出、同年9月に許可された。町民（中村勘助、北村六右衛門、岡島嘉平次など）が行い、現在の町名はその開墾した人に由来する。なかでも岡島嘉平次は当区域に該当する全16新田のうち9新田の開発に携わっている。工事としてはまず堤防予定地の内側を掘り下げて溝を造り、その上げ土で堤防を築いて海水の侵入を防ぐ。この後堤防内を新田に開拓する。新田の雨水などは、一時溝に貯めて、干潮のときは堤防の水門を開けて排水し、満潮のときは水門を通じて海水の侵入を防いだ。江戸時代後期になるとほぼ現在の形になる。

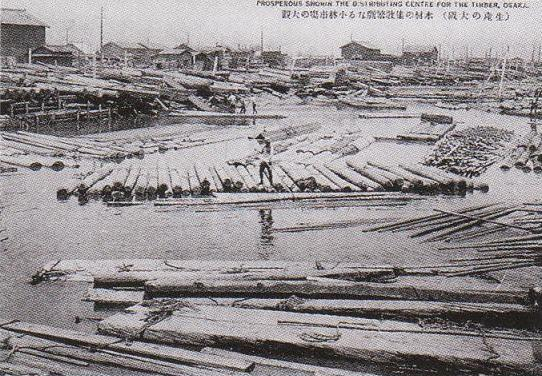
大正運河により周囲の貯木場への水運が便利になった。昭和初期の小林付近

1883年（明治16年）に三軒家にあった大阪紡績会社（現：東洋紡）がイギリスより日本で初めての蒸気式の紡績機を輸入し、大阪を日本一の紡績工業都市へと押し上げ「東洋のマンチェスター」とも呼ばれるきっかけを作った。また、三軒家川の碇泊地としての歴史を踏まえ、明治中期から造船業も発達するようになった。
1897年（明治30年）に区域は全域大阪市となり、大阪港第一次修築工事（築港事業）が開始され、鶴町・船町が埋立造成された。築港事業に伴って、1916年（大正5年）に木津川運河、1923年（大正12年）に大正運河がそれぞれ完成し、立売堀川・長堀川沿いにあった江戸時代以来の手狭な材木市場が大正運河に沿った千島・小林の貯木場へ移った。
鶴町（現在の鶴町1丁目、船町渡船場付近）にはゼネラルモーターズの自動車工場（1927年（昭和2年）から1941年（昭和16年）まで）が、船町には中山製鋼所の製鉄所や日立造船などの造船所も作られ、近郊農村は阪神工業地帯の重工業集積地に姿を変えた。これらの大工場に働き口を求めて沖縄県から移住者が多く集まったことが、現在も続く沖縄県出身者のコミュニティ形成の主因となっている。川沿いの工場には大きな船が着岸するため、大正区を取り囲む川には（区の北端の大正橋などを除いて）橋は架けられず、渡船が対岸とを結んでいた。市内からは大正橋を通り市電が鶴町までを結んでいた。この大正橋は1915年（大正4年）に開通した。
第一次世界大戦時には、小林付近にドイツ軍捕虜を、第二次世界大戦時には新千歳にアメリカ軍捕虜を収容したと言われる収容所があった。第二次世界大戦時、大正区全域が大阪大空襲により壊滅的な被害を出した。
戦後、沖縄からの出稼ぎ者が本土へ向かうようになると、戦前から出身者のコミュニティが形成されていた大正区へ集中。一時的に沖縄スラムと呼ばれる集落も形成された。スラムは朝鮮半島出身者が多く居住する集落と合わせて、1950年代以降、1969年に発生した大規模火災を挟みながら解消されていった。
大阪港周辺では工業化による地下水汲み上げのために地盤沈下が起こり、洪水や高潮に弱くなったほか浸水被害が深刻なため、第二次世界大戦後になって修築10ヶ年工事が開始された。当区域では北恩加島付近で尻無川を拡幅し、小林西・南恩加島（旧：新千歳町）一帯にかけて大正内港が造成され、浚渫で出た土砂で貯木場や大正運河の埋立および周辺の嵩上げが行われた。なお、貯木場機能は南港の平林地区へ移転されている。1980年代以降、産業構造の変化で重工業が振るわず中小の工場も廃業するものが出る一方、その跡地に大型店舗が立地したり、川沿いの立地を生かしたレストランやマンションの用地として活用されているものもある。
- 1889年（明治22年） - 町村制施行により、西成郡三軒家村・川南村が発足。
- 1897年（明治30年） - 大阪市第一次市域拡張により、三軒家村および川南村の木津川右岸が大阪市へ編入され、西区に含まれる。
- 1915年（大正4年） - 大正橋竣工。程なく大阪市電九条高津線が開通。
- 1916年（大正5年） - 木津川運河開削。
- 1920年（大正9年） - 岩崎運河開削。
- 1925年（大正14年） - 大阪市第二次市域拡張に伴い、新設の港区に含まれる。
- 1930年（昭和5年） - 区内で初めての市バスが運行開始。（野田阪神前 〜 鶴町）
- 1932年（昭和7年） - 尻無川左岸かつ岩崎運河以南が港区より分区され大正区が発足。
- 1934年（昭和9年） - 小林町（現：小林）に大正消防署を新設する。
- 1940年（昭和15年） - 防潮堤が完成する。（尻無川・木津川）
- 1941年（昭和16年） - 防潮水門9ヵ所が完成。
- 1943年（昭和18年） - 泉尾警察署を大正警察署に改称。
- 1946年（昭和21年） - 大正区商店街連盟結成。大正区防潮本部を設置。（水防団結成）
- 1955年（昭和30年） - 洪水対策としての防潮堤竣工。
- 1961年（昭和36年） - 国鉄大阪環状線の天王寺 - 西九条間が開通。大正駅が開業。
- 1970年（昭和45年） - 国道43号線・阪神高速西大阪線が開通。
- 1972年（昭和47年） - 大阪市環境局の大正工場が完成する。
- 1975年（昭和50年） - 第1回大正区民祭りが開催される。
- 1995年（平成7年） - なみはや大橋が開通する。
- 1997年（平成9年） - 大阪市営地下鉄長堀鶴見緑地線の心斎橋 - 大正間が開通するとともに大正駅が開業。同線の始発・終着駅および、JR大阪環状線との乗り換え駅となる。
- 2003年（平成15年） - 千歳橋が完成。
- 2011年（平成23年） - JR大正駅が快速停車駅となる。
- 2012年（平成24年） - 沖縄返還40周年・大正区制80周年記念事業として、千島公園にて9月8日・9日に「綱・ちゅら・エイサー祭 〜与那原大綱曳in大正区〜」が開催された[8]。

## 大阪府議会議員
大正区単独で1つの選挙区（大正区選挙区）を有し、定数は1人である。
- 金城克典（大阪維新の会・1期目）

## 交通
大正区内には鉄道がほとんど整備されておらず、鉄道駅は大正駅が北端に所在するのみである。

### バス
区内の公共交通はおおむね大阪シティバスが担っている。南部の鶴町地区（鶴町四丁目停留所、鶴町営業所が所在）と大正駅（大正橋停留所）との間は早朝から深夜まで比較的運行頻度が高く、昼間でもあまり待たずに乗れる程度の本数を確保している。また、朝ラッシュ時の大運橋通と大正橋間は1分未満の間隔で運行し、急行便も設定しているなど運行頻度は特に高いが、これは通勤通学のために駅へ向かう区内の住民と、駅から区内の勤務先へ通勤する利用客とが朝夕のラッシュ時でも双方向の需要が見込めること、大正区は南北に長く大正通がその中央を背骨状に通っており、バス路線を集約しやすいことがその理由である。

### 鉄道
- 西日本旅客鉄道（JR西日本）
  -  大阪環状線 大正駅
- 大阪市高速電気軌道 (Osaka Metro)
  -  長堀鶴見緑地線 大正駅

なお、大阪市高速電気軌道の長堀鶴見緑地線を鶴町地区まで延伸する計画がある。

### 道路
- 阪神高速道路17号西大阪線 大正東出入口・大正西出入口
- 国道43号
- 大浪通
- 大正通
- 千日前通
- 海岸通（大阪府道5号大阪港八尾線）

#### 橋梁
| - 大正橋 - 岩崎橋 - 岩松橋 | - 大浪橋 - 千歳橋 - 千本松大橋（めがね橋） | - 大船橋 - 新木津川大橋 - 大運橋 | - 西福橋 - 南福橋 - なみはや大橋 |

- 岩松橋
- 大浪橋
- 千本松大橋

### 渡船

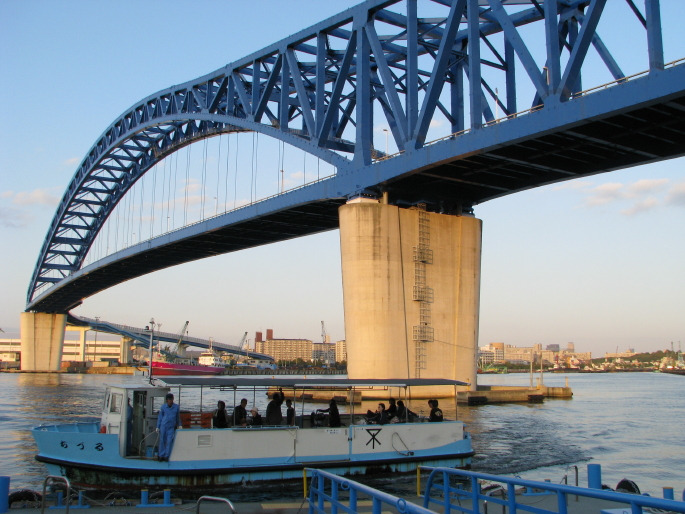
千歳橋と千歳渡船場

大正区は河川や運河などの水路に囲まれた地域であるため、公営渡船が数多く運航されている。歩行者および自転車専用で、運賃は無料。港湾局による木津川渡以外は大阪市建設局による運航である（大阪市には全部で8箇所の公営渡船があるが、その内7箇所が大正区と関わりがある）。

## 教育

### 高等学校
- 大阪府立泉尾工業高等学校
- 大阪府立大正白稜高等学校

### 中学校
- 大阪市立大正東中学校
- 大阪市立大正中央中学校
- 大阪市立大正西中学校
- 大阪市立大正北中学校

### 小学校
- 大阪市立三軒家西小学校
- 大阪市立泉尾東小学校
- 大阪市立中泉尾小学校
- 大阪市立北恩加島小学校
- 大阪市立南恩加島小学校
- 大阪市立鶴町小学校
- 大阪市立泉尾北小学校
- 大阪市立平尾小学校
- 大阪市立三軒家東小学校
- 大阪市立小林小学校

### 幼稚園
- 大阪市立三軒家西幼稚園
- 昭和幼稚園
- 北恩加島幼稚園
- 南恩加島幼稚園
- 昭光幼稚園

### 専修学校
- 大阪動植物海洋専門学校
- 日本モータースポーツ専門学校

### 閉校となった学校
- 大阪府立泉尾高等学校 - 2020年3月31日閉校（大正白稜高等学校に統合）
- 大阪府立大正高等学校 - 2020年3月31日閉校（大正白稜高等学校に統合）
- 大阪市立泉尾第二工業高等学校 - 2004年3月閉校
- 大阪市立鶴浜小学校 - 	2015年3月31日閉校（鶴町小学校に統合）

## 施設

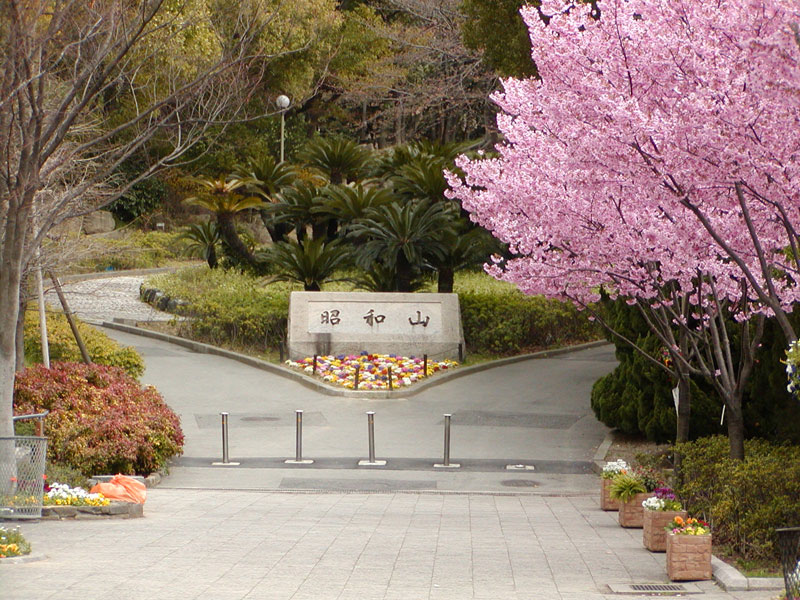
昭和山（千島公園）

### 公共施設
- 泉尾公園
- 千島公園（昭和山）
- 三軒家公園（近代紡績工業発祥の地）
- 泉尾東公園（栗本鐵工所発祥の地）
- 小林公園（小林野球場）
- 鶴浜緑地（魚釣り開放区域）
- 大阪市立大正図書館
- 大正地区文化交流プラザ
  - アゼリア大正
- 大阪市立大正スポーツセンター
- 大正区ふれあい福祉センター
- 大正区老人福祉センター（トモノス大正）
- 大阪府大正警察署
- 大阪市大正消防署
- 大阪シティバス鶴町営業所
- 大阪市建設局千島下水処理場
- 大阪市環境局大正工場

### 医療機関
- 大正病院
- 大阪府済生会泉尾病院
- ほくとクリニック病院

### 商業

#### 商店街
| - 大正橋商店会 - 三泉北商店街 - 三軒家中央商店会 - 三泉商店街 - 泉尾中一商店会 - 泉尾中央商店街 - 泉尾中通商店街 | - 泉尾商店街 - 千島商店会 - パルティ千島商店会 - 平尾本通商店街（サンクス平尾） - 大運橋本通商店会 - 鶴町商店会 |

#### 主な大規模商業施設
- TUGBOAT TAISHO
- 千島ガーデンモール
- IKEA鶴浜
- 東京インテリア家具大阪本店

### 寺社・宗教施設
| - 神明神社 - 八坂神社 - 泉尾神社 - 高天原本宮 - 小林産土神社 - 天満宮 | - 地蔵院 - 眞光寺 - 順教寺 - 万福寺 - 南天山西福寺 - 専称寺 - 日蓮宗宗徳山真行寺 | - 妙法寺 - 東林寺 - 了照寺 - 呑海寺 - 高野山真言宗大運寺 - 真宗大谷派正等寺 - 帰命寺 | - 鶴町高野山普照教会 - 金光教泉尾教会（泉光園） |

### その他
- 日本郵便 大正郵便局

### かつて存在した主な施設

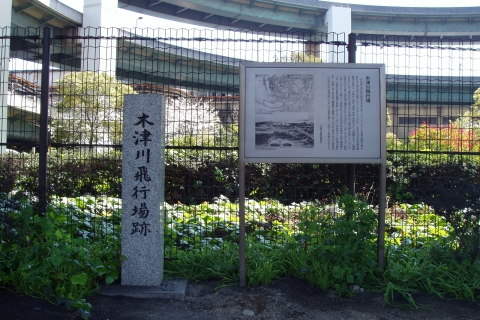
木津川飛行場

- 木津川飛行場 - 伊丹空港開業に伴い機能の大部分を移転したが、のちに廃港。
- 大阪俘虜収容所 - 第一次世界大戦時の1914年（大正3年）11月11日にドイツ軍捕虜760名が収容された。そののち、1917年（大正6年）2月に閉鎖され、似島（広島市南区）へ移転した。
- 大阪市電大阪市電鶴町車庫

## 本社を置く主な企業
- 大阪製鐵
- ショベル工業
- 中山製鋼所
- マツヤデンキ（家電量販店）
- 丸十服装（業務用ユニフォームの製造・販売）
- 片山ストラテック（1921年 - 2017年、岩松橋、新木津川大橋、なみはや大橋など大正区ゆかりの橋の他、阿倍野（鮨屋萬助）歩道橋や浮庭橋、大黒橋など大正区周辺の橋も多数施工）
- スーパーナショナル（スーパーマーケットチェーン）

## 集合住宅

### 大規模マンション
- 昭和山コーポ

### 住宅団地
- 都市再生機構千島団地
- 都市再生機構シティコート千島3丁目
- 市営泉尾住宅
- 市営三軒家住宅
- 市営千島住宅
- 市営鶴町住宅
- サンアグロ鶴町社宅
- 大阪製鐡平尾社宅

## 著名な出身者

### 政治
- 佐藤祐弘 - 元衆議院議員

### 学術
- 冨田憲二 - 理論物理学者[9]

### 文化・芸術・芸能
- 谷崎松子 - 谷崎潤一郎の妻。小説細雪のモデル。
- 萬田久子 - 俳優
- 柴崎友香 - 小説家
- 妹尾和夫 - ラジオパーソナリティ・俳優
- 伊達三郎 - 俳優
- 九十九一 - 俳優・お笑い芸人
- 博多ヒト志 - 放送作家
- 山田雅人 - タレント
- 大沢あかね - タレント
- 6代桂文枝 - 落語家
- ぼんちおさむ - お笑い芸人
- 三中元克 - お笑い芸人

### スポーツ
- 出花崇太郎 - 柔道家、総合格闘家、第15代修斗世界ライト級王者

- 碧天大市 - 大相撲力士
- 池原シーサー久美子 - プロボクサー
- 具志堅幸司 - 体操選手、ロサンゼルスオリンピック体操金メダリスト[10]
- 柳本晶一 - バレーボール全日本女子代表元監督
- 久高寛之 - プロボクサー
- 前田日明 - 元プロレスラー
- 森岡栄治 - プロボクサー
- 森本圭美 - 元プロボクサー
- 前川勝彦 - 元プロ野球選手
- 桟原将司 - 元プロ野球選手
- 比嘉賢伸 - 元プロ野球選手
- 阪口皓亮 - プロ野球選手（東京ヤクルトスワローズ）
- 山本祐大 - プロ野球選手（横浜DeNAベイスターズ）
- 阿部翔太 - プロ野球選手（オリックス・バファローズ）
- 瀬古歩夢 - プロサッカー選手

### 大正区ゆかりの著名人
- 桂文枝 (5代目) - 落語家。北区天神橋生まれ、のち大正区に移る[11]。

## 舞台とする作品
- 純と愛 - 2012年（平成24年）度下半期連続テレビ小説（当区および沖縄県宮古島市を舞台とする作品）